# Clavaria greletii
Clavaria greletii är en svampart som beskrevs av Boud. 1917. Clavaria greletii ingår i släktet Clavaria och familjen fingersvampar.   Inga underarter finns listade i Catalogue of Life.